# Parc Nacional Dry Tortugas
Dry Tortugas (Dry Tortugas National Park) és un parc nacional dels Estats Units localitzat a Florida. Es compon d'un conjunt de set petites illes, les Dry Tortugas, compostes d'esculls i sorra i les aigües properes situades a uns 113 quilòmetres a l'oest de Key West a l'arxipèlag Florida Keys (cais de Florida) al golf de Mèxic. És un dels més remots i inaccessibles dels parcs nacionals de l'est dels Estats Units.

## Història
Les illes van ser anomenades Las Tortugas originalment per Juan Ponce de León en el moment del seu descobriment, a causa de la gran abundància de tortugues marines. Va ser designada com una zona marítima protegida per salvaguardar els valuosos recursos costaners i marítims que aquestes petites illes ofereixen. La zona marítima protegida de les Dry Tortugas es presenta com un model per als anys futurs. Actualment és un lloc d'oci on es pot explorar bussejant els seus esculls d'escassa profunditat que envolten l'illa i visitar el seu històric Fort Jefferson. La seva conservació està equilibrada amb les múltiples activitats comercials i recreatives que es realitzen en aquest arxipèlag.

## Observació d'aus
El Parc Nacional Dry Tortugas ofereix una llista oficial de 299 espècies d'ocells. D'aquests, només set espècies nien freqüentment al parc: el xatrac fosc (Onychoprion fuscatus), el nodi comú (Anous stolidus), el pelicà bru (Pelecanus occidentalis), la fregata magnífica (Fregata magnificens), el mascarell emmascarat (Sula dactylatra), el xatrac rosat (Sterna dougallii), i la tortoreta  cuallarga (Zenaida macroura).
L'observació d'aus aconsegueix un màxim a la primavera (normalment en abril), quan dotzenes d'espècies d'aus migratòries travessen el parc en un sol dia. S'observen sovint des d'una distància propera moltes aus dins de la plaça d'armes de Fort Jefferson. Diverses espècies del falcó així com l'esplugabous (Bubulcus ibis) sovint es veuen durant la seva caça d'ocells cantadors. Una font petita d'aigua dolça sota els arbres del mangle botó (Conocarpus erectus) representa l'única font d'aigua dolça en molts quilòmetres, i és un lloc popular per veure les aus migratòries. Cada any diversos especialistes ofereixen visites guiades del Parc Nacional Dry Tortugas, sobretot en abril i els principis de maig.
Un altre espectacle popular és la temporada de nidificació del xatrac fosc al Bush Key (Cai Bush) que es produeix entre febrer i setembre, fet que inclou prop de 80.000 xatracs foscos. L'illa queda tancada als visitants durant aquesta temporada. De tota manera, els observadors d'aus, amb binoculars o teleobjectius, poden veure l'espectacle des de Fort Jefferson.